# لجنة حقوق المعاقين
لجنة حقوق المعاقين ( DRC )، كانت هيئة عامة غير وزاريية في المملكة المتحدة، أنشأتها حكومة حزب العمال البريطانية في عام 1999لتعزيز حقوق الأشخاص ذوي الإعاقة ومكافحة التمييز.

## التأسيس والمهام
تأسست اللجنة كجزء من التزام الحكومة البريطانية بتحسين حقوق الأشخاص ذوي الإعاقة، وكانت واحدة من ثلاث هيئات متخصصة بالمساواة في البلاد إلى جانب لجنة المساواة العرقية ولجنة تكافؤ الفرص. عُيّن بيرت ماسيه رئيسًا للجنة في الفترة بين عامي 2000 و 2007.
كُلِّفت لجنة حقوق الإنسان بمراجعة قانون التمييز على أساس الإعاقة لعام 1995 والتوصية بتعديله، وكانت لها حقوق التحقيق وتنفيذ التشريعات الخاصة بالإعاقة، وكانت مسؤولة عن تقديم المشورة لأصحاب العمل حول كيفية ضمان القبول المتساوي للموظفين ذوي الإعاقة في مكان العمل، وقد حلت اللجنة الوطنية لشؤون الإعاقة محل هيئة سابقة وأضعف، وهي المجلس الوطني للأشخاص ذوي الإعاقة، الذي أنشأه المحافظون في تسعينيات القرن العشرين.

## الإلغاء
ومع صدور قانون المساواة لعام 2006 في أكتوبر/تشرين الأول 2007، تم استبدال جمهورية الكونغو الديمقراطية بلجنة جديدة للمساواة وحقوق الإنسان تتمتع بسلطات تشمل جميع قوانين المساواة (العرق والجنس والإعاقة والدين والمعتقد والتوجه الجنسي والعمر).
كانت لجنة المعاشات التقاعدية هيئة عامة غير إدارية (NDPB) تابعة لوزارة العمل والمعاشات التقاعدية،وكان مقرها الرئيسي في وسط مدينة مانشستر مع مكاتب أخرى في وسط لندن وكارديف وإدنبرة.

## روابط خارجية
- أرشيف موقع لجنة حقوق ذوي الإعاقة
- صفحة لجنة حقوق الأشخاص ذوي الإعاقة على موقع gov.uk